# توني هندريك
توني هندريك (بالألمانية: Tony Hendrik)‏ هو كاتب أغاني وملحن ومنتج أسطوانات ألماني، ولد في 4 مارس 1945 في Bad Bederkesa ‏ في ألمانيا.

## وصلات خارجية
- الموقع الرسمي
- توني هندريك على موقع ميوزك برينز (الإنجليزية)
- توني هندريك على موقع ديسكوغز (الإنجليزية)